# Méabh De Búrca
Méabh De Búrca, née le 11 août 1988 à Galway, est une footballeuse irlandaise. Elle est membre de l’équipe nationale irlandaise depuis 2006. Elle joue actuellement en première division du championnat d'Irlande de football féminin avec le club du Galway WFC et est positionnée au poste de défenseur central.

## Carrière en club

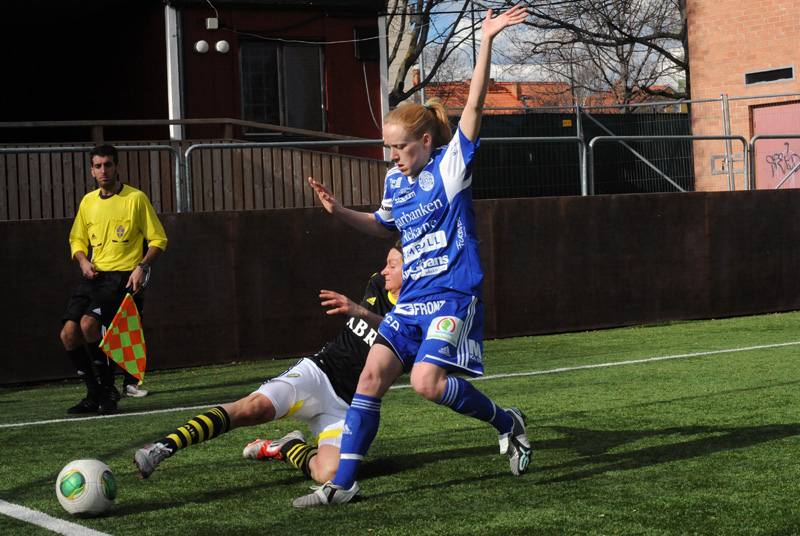
Méabh De Búrca en 2013 à Eskilstuna United.

Native de Galway, Méabh De Búrca rejoint le Salthill Devon Football Club, un des trois grands clubs de football de l’agglomération galwégienne, en 2000. Elle joue alors essentiellement au sein des équipes masculines du club. Elle progresse de catégorie en catégories aux côtés d’une autre future internationale Niamh Fahey. Elle participe à la victoire en coupe d'Irlande de football féminin en 2007 au sein de la sélection régionale des Galway Ladies.
Alors que Fahey s’engage avec le club londonien, De Búrca reste en Irlande et représente Galway dans la coupe d’Europe 2008-2009.
En 2009, De Búrca part aux États-Unis pour suivre les cours de l’University of New Haven. À partir de 2011, elle joue aussi pour la franchise des Boston Aztec qui dispute la deuxième division américaine (WPSL). De Búrca joue 13 matchs avec les Aztec qui remportent leur championnat de conférence et se qualifient pour les demi-finales nationales.

## Carrière internationale
Méabh De Búrca a été sélectionné plus de quarante fois dans les différentes équipes d’Irlande depuis les moins de 17 ans jusqu’à l’équipe nationale senior avec laquelle elle compte 18 sélection. Elle a été capitaine de l’équipe des moins de 19 ans.
Sa carrière internationale senior débute par une défaite 1 à 0 contre l’Italie à Richmond Park en septembre 2006.
En 2007, alors qu’elle est étudiante à la National University of Ireland à Galway, De Búrca participe aux Universiades à Bangkok.